# Georgina Singleton
Georgina Singleton (Ascot, 11 de octubre de 1977) es una deportista británica que compitió en judo. Ganó cuatro medallas en el Campeonato Europeo de Judo entre los años 1998 y 2003.

## Palmarés internacional
| Campeonato Europeo | Campeonato Europeo    | Campeonato Europeo | Campeonato Europeo |
| Año                | Lugar                 | Medalla            | Categoría          |
| ------------------ | --------------------- | ------------------ | ------------------ |
| 1998               | Oviedo (España)       | Medalla de plata   | –52 kg             |
| 2000               | Breslavia (Polonia)   | Medalla de plata   | –52 kg             |
| 2002               | Maribor (Eslovenia)   | Medalla de oro     | –52 kg             |
| 2003               | Düsseldorf (Alemania) | Medalla de bronce  | –52 kg             |